# Relações entre China e Tailândia
As relações entre China e Tailândia referem-se às relações diplomáticas entre a República Popular da China e o Reino da Tailândia. Historicamente, a Tailândia foi um Estado formado a partir da imigração intensa de chineses do sul da China. Os laços bilaterais entre os dois países se iniciaram, oficialmente, em novembro de 1975, depois de anos de negociações entre a monarquia tailandesa e o regime comunista chinês.

## História

### Antecedentes: proteção de Malaca contra os tais
O Sultanato de Malaca voluntariamente se tornou um protetorado e estado tributário para a dinastia Ming, da China, que protegia Malaca contra os seus inimigos com a força militar, permitindo que o sultanato muçulmano pudesse prosperar. os chineses repeliam Sião e Majapait em suas tentativas de conquistar Malaca, e também envolveram-se em guerra contra Portugal, que também desejava a conquista de Malaca.
Na base de Malaca, os povos nativos tinham o Hinduísmo e Budismo como influência. De acordo com os registros, Malaca foi muitas vezes atacada pelos antigos inimigos Majapait e os rivais do reino de Ayutthaya. Malacca foi capaz de segurar sua posição e lutar contra os inimigos. O sultão Parameswara decidiu enviar seu embaixador para visitar o Imperador da China, uma superpotência no período, e ambos concordaram em se tornar aliados. O acordo entre o Império Malaca e o Império da China tratava principalmente das tentativas de conquista por parte do reino de Ayutthaya (atual Tailândia) e Império de Majapait. Mais tarde, alguns registros sugerem que, durante as atividades comerciais e com a chegada do almirante chinês-muçulmano "Cheng Ho" ou Zheng He, Parameswara converteu-se ao Islão e adotou um nome islâmico, Sultão Iskandar Shah. A nova religião espalhou-se rapidamente por toda o sultanato.
Por diversas vezes, a dinastia Mingue, da China, advertiu Sião e Majapait contra a tentativa de conquistar e atacar o sultanato de Malaca, colocando o Sultanato de Malaca sob proteção chinesa como um protetorado, e dando ao governante de Malaca o título de Rei. Os chineses reforçaram vários armazéns em Malaca. O sultanato muçulmano floresceu devido à proteção chinesa contra Sião e outras potências que queriam atacar Malaca. A Tailândia foi também um afluente para a China e teve de obedecer às ordens da China de não atacar.

### História recente
Em junho de 1963, o rei tailandês Bhumibol Adulyadej e sua esposa visitaram Taipé, na República da China. Em 1969, o ministro da Defesa Nacional da China, Chiang Ching-kuo visitou Bangkok como enviado especial do governo da República da China, para se reunir com o rei tailandês. A Tailândia passou a reconhecer a República Popular da China em julho de 1975.
Antes de 1975, as relações entre os dois países foi de uma suspeita mútua, já que a China supostamente patrocinava e apoiava facções de esquerda dentro do círculo político tailandês, além da Tailândia ter feitos críticas sobre o envolvimento chinês em conflitos no Camboja.
As relações entre China e Tailândia evoluíram positivamente em 1978, quando os chineses continuaram apoiando a Tailândia durante o conflito interno do Camboja, pelo qual as forças marxistas do Vietnã derrubaram Khmer Vermelho do poder, que ameaçava a segurança do Sudeste asiático.As relações continuaram a se desenvolver com o comércio entre chineses e tailandeses, já que a economia tornou-se o tema dominante nas relações bilaterais. A Tailândia continua a apoiar a política de uma só China, apesar de mantér relações oficiais com Taiwan. A República Popular da China permite que a Tailândia tenha acesso ao capital e ao enorme mercado da China continental.

## Comércio
As relações comerciais bilaterais têm crescido a cada ano. O volume de comércio bilateral em 1999 foi de US$ 4,22 bilhões, chegando a um total de US$ 25,3 bilhões em 2006, 31,07 bilhões em 2007 e 36,2 bilhões em 2008. A transformação da China em uma grande potência econômica no século XXI levou a um aumento dos investimentos estrangeiros no país.
Os principais itens de exportação da China para a Tailândia foram componentes de computador, motores elétricos, eletrônicos de consumo, maquinaria, produtos metálicos, produtos químicos e roupas. A exportação da Tailândia para a China tem sido borracha, petróleo refinado, pellets de plástico, eletrônicos químicos, petróleo bruto, produtos de madeira e alimentos.
A China é o segundo maior importador de produtos da Tailândia. Os dois países assinaram um Acordo de Livre-Comércio em 2003, que cobre produtos agrícolas.